# Nieuwe Wetering (Salland)
De Nieuwe Wetering is een watergang in Salland, in de Nederlandse provincie Overijssel.

## Geschiedenis
De wetering is aangelegd in de ongeveer de 13e eeuw als onderdeel van de ontginning en waterregulatie van het Sallandse landschap. De naam "Nieuwe Wetering" kan duiden op een latere uitbreiding of vervanging van een oudere watergang.

## Ligging
De Nieuwe Wetering verbindt verschillende kleinere sloten en beken met grotere watergangen in Salland. De bovenloop loopt vanaf het buurtschap Broekland via Elshof tot een onderbreking door de Raalterwetering in de buurt van Landgoed 't Nijenhuis. De benedenloop van de Nieuwe Wetering loopt vanaf de Raalterwetering, door Laag Zuthem, via gemaal Langeslag, iets ten noorden van Laag Zuthem, en vervolgens naar Zwolle, alwaar hij samen met de Soestwetering uitmondt in het Almelose Kanaal.

## Functie
De wetering speelt een rol in het regionale waterbeheer en voert overtollig water af uit landbouwgebieden en natuurgebieden, en heeft zo een belangrijke functie in het voorkomen van wateroverlast. Daarnaast draagt het bij aan de ecologische verbindingen in het landschap.

## Beheer
De Nieuwe Wetering wordt beheerd door waterschap Drents Overijsselse Delta.

## Nieuwe Weteringen in Zwolle
Binnen de gemeente Zwolle zijn twee Nieuwe Weteringen bekend.